# Pępówka (Beskid Wyspowy)
Pępówka (774 m n.p.m.) – szczyt w południowo-wschodniej części Beskidu Wyspowego, w miejscowościach Łukowica i Roztoka. Przez szczyt przebiega granica między tymi miejscowościami. Od północy Pępówka sąsiaduje z równie wysoką Łyżką (803 m), od południowego wschodu z dużo niższą Cisówką (564 m), od wschodu z Bąkowcem (599 m). Od południowego zachodu jej stoki opadają do głębokiej doliny potoku Łukowica oddzielającej Pępówkę od Skiełka. Kilka potoków spływających ze stoków Pępówki uchodzi do potoku Łukowica lub Słomka, obydwa znajdują się w zlewni Dunajca.
Pępówkę porasta las, ale w jej stokach znajduje się wiele polan. Bezleśne i zamieszkane są również zbocza i doliny oddzielające Pępówkę od Łyżki, Skiełka, Bąkowca i częściowo Cisówki. Grzbietem Pępówki prowadzi znakowany szlak turystyczny.

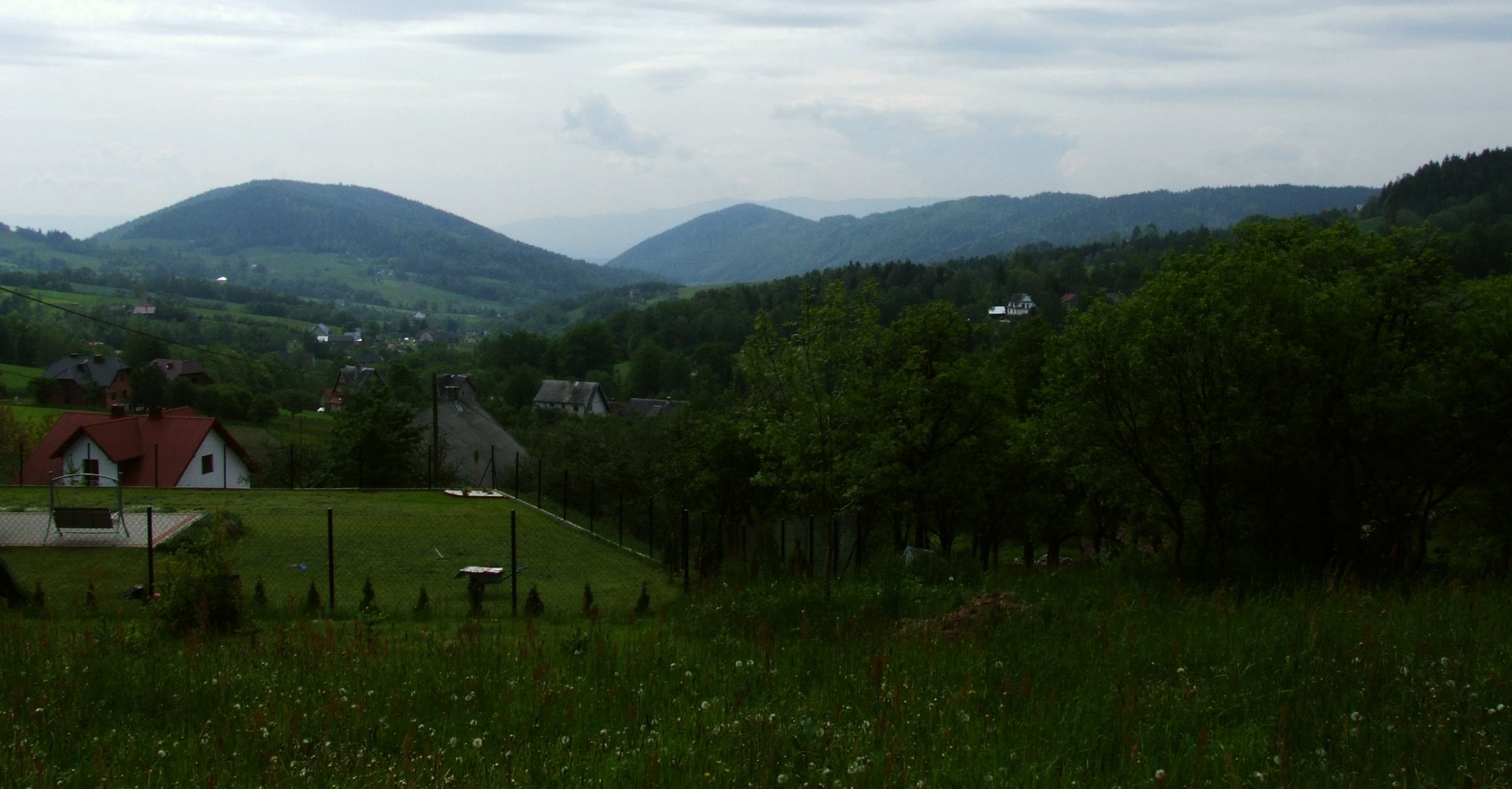
Pępówka i Skiełek, widok z Siekierczyny
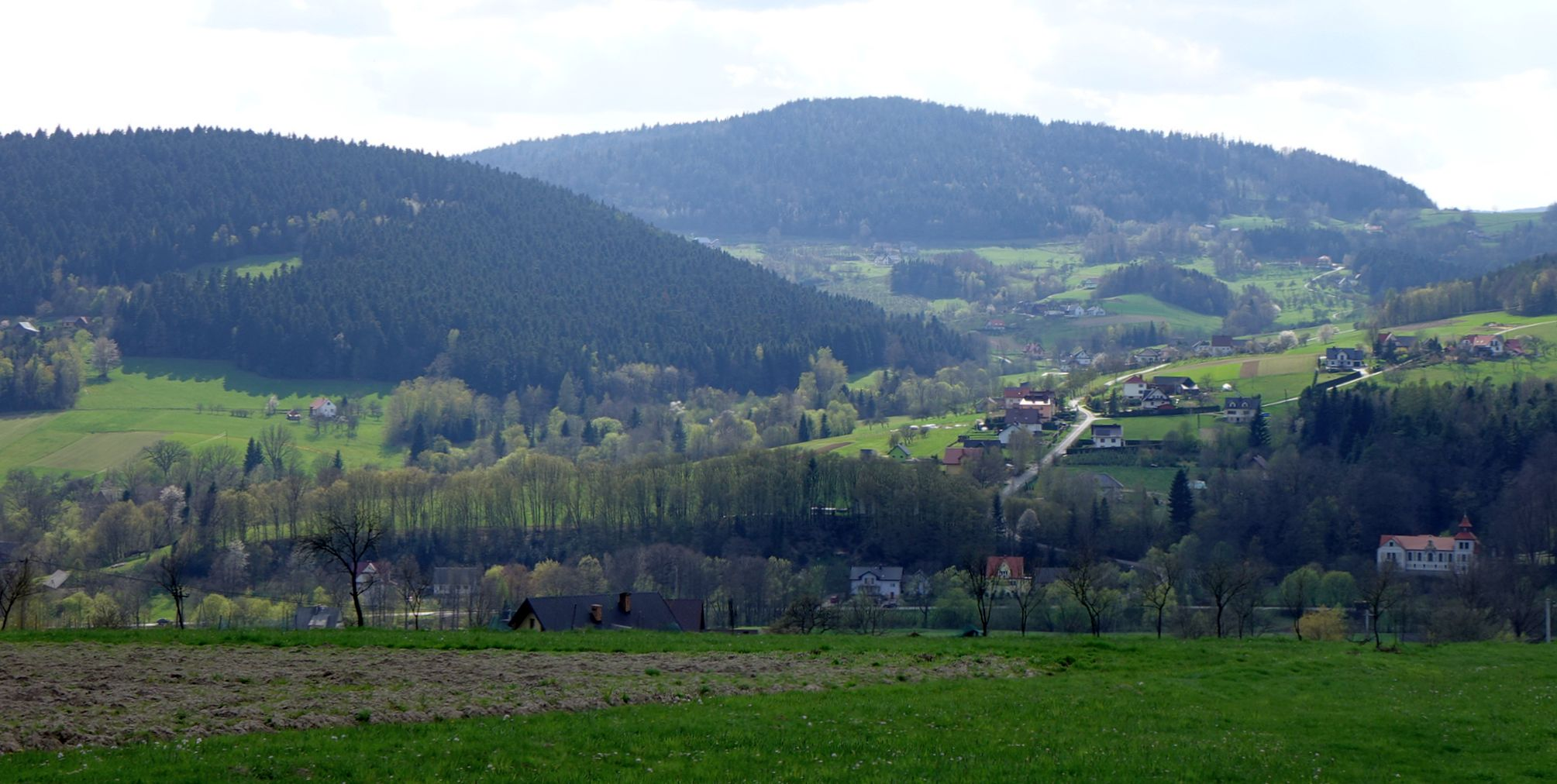
Bąkowiec i Pępówka widziane z Przyszowej

## Piesze szlaki turystyczne
– zielony z Limanowej przez Jabłoniec, Łyżkę, Pępówkę do Łukowicy.